# 弗加达岛
弗加达岛（塞爾維亞-克羅埃西亞語發音：[vř̩ɡaːda]）是位于克罗地亚亚得里亚海沿岸的岛屿，位于扎達爾和希贝尼克之间，穆泰尔西北群岛和比奥格勒纳莫鲁南部群岛之间，距离大陆2.5海里（4.6），面积3.7平方（1平方英里），人口249。岛上唯一的村镇也较弗加达，四周被松树林环抱。岛上的主要工业为农业和捕鱼业。东北方的海岸有几个小海湾。